# Calonda
Calonda (węg. Kalonda) – wieś w Rumunii, w okręgu Harghita, w gminie Corund. W 2011 roku liczyła 25 mieszkańców.